# Emel Müftüoğlu
Emel Müftüoğlu (* 14. Oktober 1961 in Izmir) ist eine türkische Popmusikerin.

## Karriere
Ihre musikalische Karriere begann ab dem Jahr 1985, als sie zusammen mit Erdal Çelik mehrere Alben aufnahm. Gemeinsam nahmen sie in den Jahren 1987 bis 1989 jeweils an den türkischen Vorentscheidungen zum Eurovision Song Contest teil.
Das erste Solo-Album Karlar Düşer erschien 1990. Seitdem hat sie eine Reihe an Tonträgern auf den Markt gebracht.
Ihr erfolgreichster Song Hovarda stammt aus der Hand von Sezen Aksu. Aksu hat sich zudem an weiteren musikalischen Aufnahmen von Müftüoğlu beteiligt.
Des Weiteren arbeitete Emel für ihre Alben mit verschiedenen türkischen Künstlern wie Harun Kolçak, Nazan Öncel, Mustafa Sandal, Kenan Doğulu, Serdar Ortaç, Doğuş, Fettah Can, Sinan Akçıl oder Davut Güloğlu zusammen. Mit Letzterem führte sie Anfang der 2000er Jahre eine Beziehung.
Musikerinnen wie Yıldız Tilbe, İzel Çeliköz oder Deniz Seki sangen in verschiedenen Songs von Müftüoğlu im Hintergrund mit.
Im Jahr 2021 coverte Seda Sayan ihren Song Gel Günaha Girelim.

## Diskografie

### Alben
- 1990: Karlar Düşer
- 1992: Faka Bastın
- 1994: Emel'ce
- 1995: Ruhun Duymaz
- 1998: Bana Özel
- 2000: Mucize
- 2002: Arabesk
- 2004: Çok Ayıp
- 2016: Emel ile Yeniden (Konzeptalbum, Neuaufnahmen ihrer bekanntesten Songs)

### Kollaborationen
- 1985: Öyle Bir Aşk (mit Erdal Çelik)
- 1988: Alaturka Benim Canım (mit Erdal Çelik)

### EPs
- 1995: Hovarda
- 2007: Eğlenilecek Kızlar, Evlenilecek Kızlar

### Singles
| - 1985: Gül Dünyaya Gül (mit Erdal Çelik) - 1985: Hepsi Sana (mit Erdal Çelik) - 1986: Bir Yol Olmalı (mit Erdal Çelik) - 1986: Tonight I Celebrate My Love (mit Erdal Çelik & Grup Evrim) - 1987: Bir Mimoza Kokusu (mit Erdal Çelik & Talip-Metin) - 1987: Şehirli Kız (mit Erdal Çelik, Halis Bütünley & Seden Gürel) - 1987: Güneşli Bir Resim Çiz Bana (mit Erdal Çelik, Yeşim & Ayşe, Kayahan) - 1988: Aşk Yaşamaya Değer (mit Erdal Çelik) - 1989: Anlayacaksın (mit Erdal Çelik) - 1989: Pardon (mit Erdal Çelik) - 1990: Karlar Düşer - 1991: Ne Çıkar? - 1991: Çok Zor - 1992: Affet Arkadaş (von Mustafa Sandal produziert) - 1992: Faka Bastın - 1992: Kal Benimle - 1992: Gösterdi - 1992: Hayat Bayram Olsa (Original: Ljupka Dimitrovska – Obećanje) - 1992: Vurgun - 1994: Deli Et Beni - 1994: Gözümün Feri - 1994: Korkuyorum - 1994: Yeter - 1994: Gitme | - 1995: Hovarda - 1995: Her Gece - 1995: Bir Ümit Doğmaz Mı? - 1995: Hoşgeldin Hüzün - 1995: Ruhun Duymaz - 1996: Rastgele - 1998: Gönülden Gönüle - 1998: Çiçeklendin - 1998: Allah Kahretsin - 2000: Gel Günaha Girelim - 2000: Uyumam Sensiz (Hintergrundstimme: Yıldız Tilbe) - 2000: Giden Gider - 2000: Mucize - 2002: Kader - 2003: Yalan Mı? (mit Davut Güloğlu) - 2004: Çok Ayıp - 2004: Yaz Geldi - 2004: Zorlama (Hintergrundstimme: Sezen Aksu & Deniz Seki) - 2004: Bilsem (Hintergrundstimme: İzel) - 2007: Eğlenilecek Kızlar, Evlenilecek Kızlar - 2008: Adım Kadın - 2011: Çal Beni (mit Ümit Sayın) - 2018: Gündem Yaratayım Mı? |

Quelle:

### Gastauftritte
- 2015: Hayat İki Bilet (von Deniz Seki – im Musikvideo)